# Bolitoglossa hypacra
Bolitoglossa hypacra är en groddjursart som först beskrevs av Arden H. Brame, Jr. och David Burton Wake 1962.  Bolitoglossa hypacra ingår i släktet Bolitoglossa och familjen lunglösa salamandrar. IUCN kategoriserar arten globalt som livskraftig. Inga underarter finns listade.